# سالار معتضد
معتمدالسلطان میرزا محمد علی خان واجد سمیعی، که بعدها به سالار معتضد ملقب گردید، در سال ۱۲۶۵ شمسی از پدری اصفهانی و مادری شیرازی در تهران به دنیا آمد. پدرش محمد جواد واجد سمیعی تاجری اصفهانی بود که سالیانی دراز پیش از آن به تهران مهاجرت کرده و در همان‌جا اقامت گزید. او تجارت را که در آن روزگار پیشه‌ای پر رونق و بسی برجسته و آبرومند بود، از پدر و اجداد خود به ارث برده بود که همگی در داد و ستدهای عمده دست داشتند.
محمد جواد در تجارت الماس و جواهر با ترکیه و برخی از کشورهای اروپایی فعالیت می‌کرد و به سبب رفت‌وآمدهای مکرر و حشر و نشر با آنان، با فرهنگ و زبان این ملل نیز آشنا بود و دوستانی در میان تجار سرشناسِ جواهرات در استانبول و پاریس داشت که مراودات و معاملاتش با آنان و همطرازان آلمانی‌شان استمرار می‌یافت. اینکه برخی از اقوام محمد جواد در استانبول می‌زیستند؛ می‌توانست موجباتی برای دلگرمی در سفرهای متعدد تجاری باشد که پرهیز از آن علی‌رغم خطرات بسیارش برای دست‌اندرکاران معاملات عمده، بالاخص در حیطه سنگ‌های گرانبها و مروارید، غیرممکن می‌نمود.
شاید هم به سبب همین پشت‌گرمی بود که این تاجر روشنفکر بر آن شد که فرزند ارشد خود را که هنوز در سال‌های اولیه دبستان بود، برای تحصیل به استانبول ببرد؛ و بدین ترتیب محمد علی که از استعداد خاصی برخوردار بود، وارد دبستان ایرانیان استانبول شد و پس از طی مراحل مختلف به دانشکده نظام دولت عثمانی راه یافت و در سال ۱۲۸۶ شمسی موفق به اخذ دیپلم نظامی از دانشکده مذکور شد و دوره تخصصی توپخانه را نیز با موفقیت در آنجا و در مدرسة نظامی سن‌سیر پاریس به پایان رسانید و به سبب شان علمی، دقت و لیاقت و امتیازات نظامی، نشان مجیدی و مدال نقره لیاقت را از دولت عثمانی دریافت داشت.
وی در طول اقامت در استانبول نه تنها به زبان‌های فارسی، عربی، ترکی استانبولی و فرانسه احاطه کامل و علمی یافت؛ بلکه چنان در هر یک متبحر شد که بعدها در طول خدمات نظامی‌اش در وطن، و در ایامی که به عنوان فرمانده توپخانه در قشون فارس، فرماندهی توپخانه یا معاونت قشون سایر مناطق خدمت می‌کرد، یادداشت‌های دوران خدمت و حوادث آن زمان را در قالب داستان‌هایی تاریخی به رشته تحریر درآورد.
علاوه بر آن چندین کتاب از زبان فرانسه به فارسی ترجمه کرد که فعلاً متأسفانه اثری از آن‌ها نیست. احتمالاً این آثار بعد از فوت او در معرض بی‌توجهی کارگزاران امر در نقل و انتقالات مربوط به تحویل و تحول کتابخانه خصوصی وی بوده‌است، چنان‌که گفته‌اند: چند کتاب داستان نیز از زبان ترکی استانبولی به فارسی ترجمه کرده بود که در حال حاضر یکی از آن‌ها موجود است.
نقاشی هنر ارزنده‌ای بود که او در حین تحصیل نزد اساتید کارآزموده آموخت و حاصل آن، بیش از پنجاه تابلوی نقاشی رنگ و روغن و بسیار ارزنده است که در خانه و کاشانه فرزندان و نوه‌های این نظامی ادیب عالم هنرمند است و شاهد این مدعاست که رنگ و بوم در تمام عمر، همدم همیشگی او در اوقات فراغت به‌شمار می‌آمد، همان‌گونه که هرگاه فرصتی بود، زخمه‌ای به تار می‌زد یا انگشتانش بر روی کلاویه‌های پیانو می‌لغزید و نوایی خوش در فضا مترنم می‌شد.
محمد علی خان سالار معتضد موسیقی را نیز در ایام تحصیل آموخته بود و جان او با نت‌ها و آهنگ‌هایی که می‌نواخت، پیوندی غریب داشت و او را که توجه قلبی‌اش به عوالم معنوی، به هستی و هستی‌بخش و شگفتی‌های آفرینش بود، به سیر در آسمان‌های دل و جان وامی‌داشت، بالاخص که مطالعه در باب عالم ماورای ماده را نیز از آغاز جوانی شروع کرده بود و معدود کتاب‌هایی را که در مورد متافیزیک به زبان ترکی استانبولی، فرانسه یا عربی در استانبول منتشر می‌شد، در کتابخانه‌اش، گرد آورده بود و همدم شب‌های تنهایی و فراغت به‌شمار می‌آورد و بعدها هم که به ایران آمد، به خصوص در ایام طویل بازنشستگی که از حدود سال ۱۳۵۴–۱۳۲۰ خورشیدی بود، حصول بهترین فرصت بود در ارتباط با مطالعات معنوی و متافیزیکی و برگزاری جلساتی که با حضور برادر کوچک‌تر محمد حسین‌خان و یکی دو تن از دوستان صاحب‌نظر و اهل علم ماننددکتر صادق رازی حقوق‌دان، آقای به‌شید کارمند سفارت ایران و آقای استوار تشکیل می‌یافت که گه‌گاه یکی دو نفر دیگر هم به این جمع افزوده می‌شد؛ استاد ابوالقاسم فرزانه هم که نتیجه تحقیقات و مقالات متافیزیکی یا ماوراییاش، در آن روزگار در مجله هفتگی سپید و سیاه منتشر می‌شد، گاه در این جلسات شرکت داشته‌است.
دومین فرزند محمد جواد به نام محمد حسین خان ترجیح داد که در بازار تهران به شغل موروثی خانواده بپردازد و به تجارت مشغول شد؛ و میرزا محمد مهدی خان هم در تهران ماند که اطلاع چندانی از وی در دست نیست.
سومین فرزند وی به نام میرزا ابولقاسم‌خان، ملقب به ناصرالدین واجد سمیعی، که به فرانسه رفته بود؛ پس از اخذ دیپلم پزشکی و گذراندن دوران تخصص پوست از دانشکده پزشکی پاریس به ایران بازگشت و سالیانی دراز به طبابت پرداخت و منشأ خدمات عدیده به مردم و مملکت بود.
سرهنگ محمد علی خان واجد سمیعی سالار معتضد، از اولاد و احفاد و اعقاب خاندان بزرگ و کثیرالاولادی است که بر اساس شجره‌نامه قدیمی خانوادگی که مجدداً در سال ۱۳۸۱ توسط یدالله‌خان واجد سمیعی فرزند محمد حسین‌خان تکمیل گردید، نسب‌شان به حاجی علیقلی افشار معروف به حاجی برنا می‌رسد که در زمان صفویه از تجار بزرگ، سرشناس و متمول مشهد بود که به واسطهٔ عدم امنیت و تعدی برخی از افراد متنفذ محلی، چاره‌ای جز آن ندید که ترک شهر و دیار کند و با خانواده و متعلقان به اصفهان که پایتخت ایران و امن بود، مهاجرت نماید.
فرزند ارشد حاجی برنا به نام محمد بدیع، تاجر خراسانی از معاریف تجار اصفهان گردید و اولاد بسیاری از وی در وجود آمدند که همگی به خاندان حاجی بدیعیان موسوم شدند.
فرزند ارشد حاجی محمد بدیع به نام محمد سمیع بزرگ، تاجر اصفهانی به واسطه کثرت اولاد پدر و ضیق مکان که علی‌رغم بزرگی و وسعت خانه محمد بدیع، و تعدد اتاق‌ها باز هم گنجایش کافی نداشت، ناچار شد در محله دیگری از اصفهان اقامت کند و اولاد ایشان به طایفه حاج سمیعیان معروف شدند. از سمیع بزرگ پنج فرزند ذکور به جای ماند که هر یک منشأ طایفه بزرگ دیگری شدند.
فرزند ارشد محمد سمیع بزرگ» که بعد از پدر رئیس خانواده و فامیل شد، محمد صادق، تاجر اصفهانی بود که سالیانی دراز زیست و دارای دو فرزند ذکور و چهار فرزند اناث گردید.
فرزند ارشد محمد صادق، تاجر اصفهانی به نام محمد کاظم بود که در همان شهر زندگی کرد و از تجار به نام اصفهان بود.
فرزند ارشد محمد کاظم، به نام محمد جواد واجد سمیعی مدتی در آن شهر زیست و خیلی زود عازم تهران شد و با اهل بیت و متعلقان، عزم مهاجرتی بی‌بازگشت کرد. وی همانگونه که در آغاز نیز گفته شد، به تجارت الماس و سنگ‌های گرانبها و جواهرات علاقه‌مند بود و چون با تجار کشورهای ترکیه، آلمان و فرانسه معاملاتی داشت و راه زمینی اروپا در آن ایام بسیار ناامن و از طرفی مسیری طولانی و دشوار بود، کالاهای خویش را از طریق دریا و کشتی گسیل می‌داشت و در یکی از مراسلات بود که کشتی حاوی محموله‌های گرانبهای وی در اثر طوفانی سهمناک به گردابی درافتاد و غرق شد. به این ترتیب محمد جواد واجد سمیعی قسمت اعظم سرمایه خویش را از دست داد.
محمد علی خان پس از پایان مدرسه نظام در استانبول و گذراندن دوره‌های تخصصی توپخانه عزم بازگشت به وطن کرد و به استخدام دولت درآمد و در طی سال‌ها خدمت صادقانه مصدر امور متعدد و متفاوتی بود؛ اما در هر منصب، همواره با حفظ سمت، فرماندهی توپخانه را هم بر عهده داشت.
وی در طی دو ازدواج که اولی با دوشیزه‌ای از اهالی استانبول به نام جمیله خانم، و دیگری با دختری به نام کبری خانم از خاندان منصور بود، دارای چهار دختر به نام‌های بانو نصرت‌الملوک، مهرانگیز خانم، بانو نزهت‌الملوک و روح‌انگیز خانم، و دو پسر به نام‌های رضا خان و یوسف خان گردید که هر یک خانواده‌ای را تشکیل دادند و بزرگ خاندانی کثیر شدند، به استثنای مهرانگیز خانم که صاحب اولادی نشد.
سرهنگ محمد علی واجد سمیعی، سالار معتضد به اتفاق خانواده، سالیانی دراز در خانه‌ای واقع در خیابان مولوی، کوچه سعادت، زندگی کرد. خانه‌ای با معماری دوران قاجار که دارای دو بنای مستقل و دو حیاط مجزا و در عین حال پیوسته بود و شامل بخش‌های متعددی از جمله اصطبل می‌شد که در بخش ورودی قرار داشت، با بیرونی و اندرونی. حیاط، فضای نسبتاً وسیعی بود که دور تا دور آن را اتاق‌های بزرگ و سرسرا مانندی احاطه کرده بود که به آن پنج دری می‌گفتند. یکی از این اتاق‌های بزرگ که در آن روزگار محل تجمع خانواده به‌شمار می‌آمد و کاربردی مانند نشیمن‌های امروزی داشت، با پنجره‌هایی بلند که مانند درب بود و همه به حیاط گشوده می‌شد.
شیشه‌های رنگی بخش فوقانی این پنجره‌ها که غالباً از رنگ‌های زرد، سبز، آبی و قرمز ساخته شده بود، اشعهٔ خورشید را با رنگ‌هایی دل‌انگیز به داخل منعکس می‌کرد. در یکی از این اتاق‌ها پیانوی بزرگی وجود داشت و در کنارش تار مخصوص و در گوشه‌ای دیگر سه‌پایه‌ها و بوم‌ها، هر یک با نقشی و طرحی…، بعضی در حال اتمام و برخی نیمه رها شده… و کتاب‌های قدیمی و خطی که منظم و گاه بی‌نظم در کنار یکدیگر چیده یا نهاده شده بودند.
خاطره تلخ غرق شدن فرح دختر خردسال خانواده در حوض بزرگ استخر مانند و عمیق حیاط بیرونی، مستمسکی شد که ازدحام خیابان مولوی بهانه‌ای باشد تا به محله دیگری به نام «داوودیه» کوچ کنند. مکانی که امروزه حد فاصل خیابان میرداماد و خیابان ظفر است.
محمدعلی خان سالار معتضد چندسالی را هم در این خانه زیست. خانه‌ای که در آن اثری از معماری خاصی که یادگار دوران جوانی وی باشد به چشم نمی‌خورد. خانه‌ای که به سبک و سیاق مدرن بنا شده بود. در اینجا هم کتاب و بوم و رنگ همدم او بود و البته یادگیری زبان انگلیسی از طریق لینگافون. این پنجمین زبانی بود که وی به یادگیری آن علاقه‌مند شده بود. بدین سان سالهای پایانی عمر را با آموزش زبان انگلیسی و مطالعه گذراند و سرانجام در سال ۱۳۵۴ در سن ۸۹ سالگی درگذشت.
محمدعلی خان سالار معتضد در طول خدمت نظامی موفق به دریافت مدال لیاقت از دولت ایران و نشان طلای علمی درجه اول کشور شد و در مناسب متعددی خدمت کرد:
- فرمانده توپخانه، مفتش و معاون نظامی اردوی استرآباد (سال ۱۳۲۹ه-ق برابر با ۳۰ آذر ۱۲۹۰–۱۱ دی ۱۲۸۹ ه-ش)
- فرمانده توپخانه فارس (سال ۱۳۳۰ ه‍.ق برابر با ۱۸ آذر ۱۲۹۱–۳۰آذر ۱۲۹۰ه‍.ش)
- کفیل توپخانه بریگارد مرکزی (سال ۱۳۳۶ه‍.ق برابر با ۱۴مهر۱۲۹۷–۲۶ معر ۱۲۹۶ ه‍.ش)
- معاون قشون خراسان و رئیس پیاده‌نظام قشون (سال ۱۳۳۸ ه‍.ق برابر با ۲۴ شهریور ۱۲۹۹–۳مهر ۱۲۹۸ه‍.ش)